# 16 أغسطس 1947
16 أغسطس 1947، أو ببساطة 1947، هو فيلم درامي تاريخي هندي باللغة التاميلية صدر في عام 2023. كتبه وأخرجه إن إس بونكومار، وأنتجه آر مورغودوس، أوم براكاك بات، نارسرام تشودري تحت راية إنتاجات "إيه آر مورغودوس"، و"بيربل بول إنترتينمنت"، و"غود بليس إنترتينمنت". يضم الفيلم في أدوار البطولة كلًا من جوتام كارثيك، جيسون شاه، بوجا، جونيور إم جي آر، ريتشارد أشتون، وريفاثي شارما. صدر الفيلم في 7 أبريل 2023.

## قصة الفيلم
القصة تدور أحداث الفيلم في عام 1947 حول حياة سكان قرية تُدعى سينغادو، بالقرب من بوليانغودي. كانت القرية تحت سيطرة ضابط بريطاني قاسٍ يُدعى روبرت (ريتشارد أشتون)، الذي كان مع ابنه جاستن (جيسون شاه) يضايقان السكان المحليين. كانت سينغادو مشهورة بزراعة القطن عالي الجودة، وكان السكان الفقراء يُجبرون على العمل تحت ظروف قاسية. جاستن كان زير نساء، وغالبًا ما كان يأخذ الفتيات من القرية، مما جعل الأهالي يلجؤون إلى قتل بناتهن حفاظاً على شرف العائلة.
بارامان (غوثام كارثيك) ينتمي إلى القرية، لكنه مرتبط ارتباطًا وثيقًا بالزميندار المحلي (مادوسودهان راو). كان الزميندار مكروهًا من القرويين لأنه لم يقدم لهم أي مساعدة وكان يطيع أوامر روبرت فقط للحفاظ على ثروته وسلطته. بارامان كان يكره القرويين، حيث كان يعتقد أنهم السبب في وفاة والدته عندما هاجمها البريطانيون قبل سنوات ولم يساعدها أحد، مما دفعها للانتحار.
كان للزميندار ابنة تُدعى ثينمالي (ريفاثي شارما)، وكانت صديقة مقربة من بارامان، ولكنها كانت محصورة داخل قصر والدها طوال الوقت لمنع جاستن أو الضباط البريطانيين من اختطافها. كان بارامان يحب ثينمالي لكنه لم يخبرها بذلك. وعندما خطط الزميندار لتزويجها من ابن زميندار آخر، قرر بارامان أن يخفي مشاعره.
خلال هذه الفترة، تم منح الهند الاستقلال، لكن روبرت أبقى هذا الخبر مخفياً عن القرويين ليتمكن من مغادرة القرية بالسلطة والاحترام. يكتشف جاستن وجود ثينمالي ويريد الاستيلاء عليها، لكن بارامان ينقذها ويقتل جاستن ويخفي جثته في الغابة. يأخذ بارامان ثينمالي إلى القرية، ويُفاجأ الجميع عندما يعلمون بوجودها. وكانوا خائفين من عودة روبرت وانتقامه، لكن ثينمالي تعترف بحبها لبارامان.
يعود روبرت غاضبًا بعد اكتشافه مقتل جاستن ويقتل الزميندار وعدداً من القرويين. لكن بارامان، بمساعدة القرويين، يقاتل روبرت ويقتله. في النهاية، يصلهم خبر الاستقلال، ويشعر الجميع بالسعادة.

## وصلات خارجية
- 16 أغسطس 1947 على موقع IMDb (الإنجليزية)
- 16 أغسطس 1947 على موقع روتن توميتوز (الإنجليزية)
- 16 أغسطس 1947 على موقع قاعدة بيانات الفيلم (الإنجليزية)
- 16 أغسطس 1947 على موقع ليتربوكسد (الإنجليزية)